# Calle Iturburu (Bilbao)
La  Calle Iturburu es una calle ubicada en el barrio de Bilbao La Vieja, en el municipio de Bilbao, territorio histórico de Vizcaya.

## Ubicación

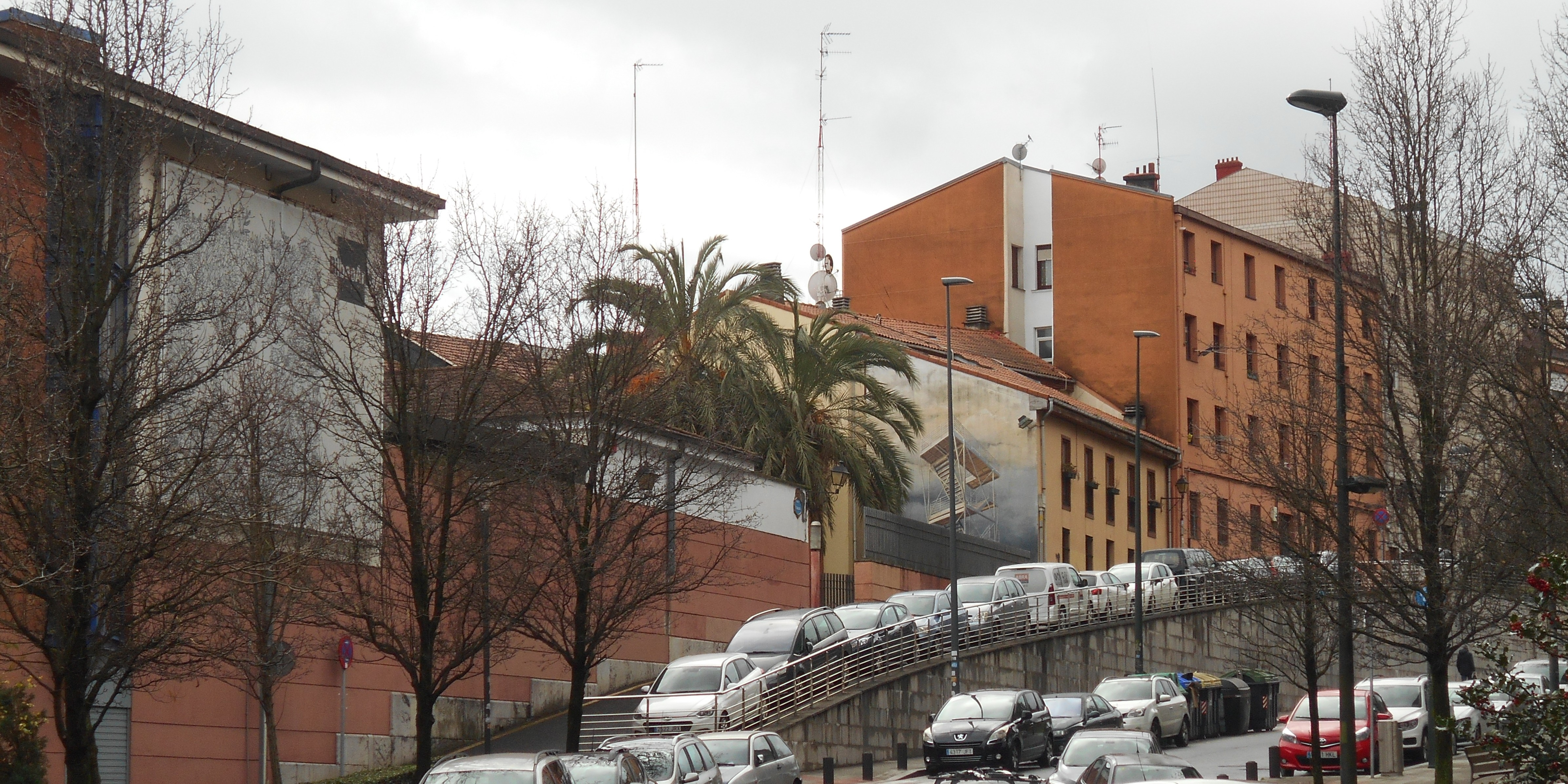
Cuesta de Iturburu

Empieza en la calle Urazurrutia y termina en la calle Zamácola, por decisión del pleno municipal del 4 de octubre de 1933. La  Calle Iturburu pertenece al distrito de Ibaiondo (distrito 5 de Bilbao).

## Contexto geográfico
El nombre de Iturburu es un topónimo que se puede traducir al castellano como manantial o fuente, que algunos historiadores relacionan con la fuente de Urazurrutia.La calle se encontraba en terrenos de la Anteiglesia de Abando hasta la primera fase de la anexión de esta por la villa en 1870.Más que calle fue una barriada, que se dividía entre Iturburu Bajo e Iturburu Alto, hasta la reordenación del 4 de octubre de 1933, en el que la parte baja se integra en la calle Urazurrutia y la parte alta, tras absorber parte de la calle Cantarranas, queda con el nombre actual de Iturburu.La calle, como el resto del arrabal, fue fruto de una urbanización desordenada y sin criterio, más allá del aprovechamiento del espacio disponible en cada momento, perdurando hasta nuestros días y siendo derribada en función del avance y aprovechamiento de las minas de mineral de hierro.

## Historia
La zona fue conocida como la calle o barrio de los Olleros en 1643 por fabricarse allí, con el barro de la zona, ollas y similares productos de cerámica.También hay noticias de la misma época sobre la existencia de tenerías en el barrio.Barrio del extrarradio de Abando, la calle, probablemente compartida con Bilbao, fue empedrada por este entre 1863 y 1869, poco antes de la anexión.El hecho de estar alejada y tener pocos vecinos hizo que en sus primeros tiempos tuviese servicios muy precarios o inexistentes. En su parte baja se ubicaba la fábrica de vidrio La Fe, administrada por Pedro Merladet, donde se instalan cuatro farolas en 1878 al carecer la calle de ninguna iluminación, y aun así, dos años más tarde el ayuntamiento desestima la instalación de alumbrado de gas por estar el paraje muy lejos de la población. Era una zona de cargaderos de mineral de diferentes minas del monte de Miribilla, y  no es hasta 1884 cuando se empieza a dotar a la calle de servicios mínimos.En 1887 el ayuntamiento tramitó un expediente a instancias del vecino Juan José Linaza, que denunció la caótica numeración de las casas y el mal estado que presentaba la calle, en la que no existían aceras y en la que había tierra depositada a consecuencia de desprendimientos.Los edificios reunían condiciones muy poco adecuadas de habitabilidad, como por ejemplo el portal número 9, casa conocida como Pepa Handi, que fue denunciado por su estado en 1888. Las industrias que se instalaban en este barrio eran también las consideradas molestas para la villa, como por ejemplo las fábricas de curtidoso de sebos, donde en 1892 se instaló una caldera con el objeto de elaborar cola.

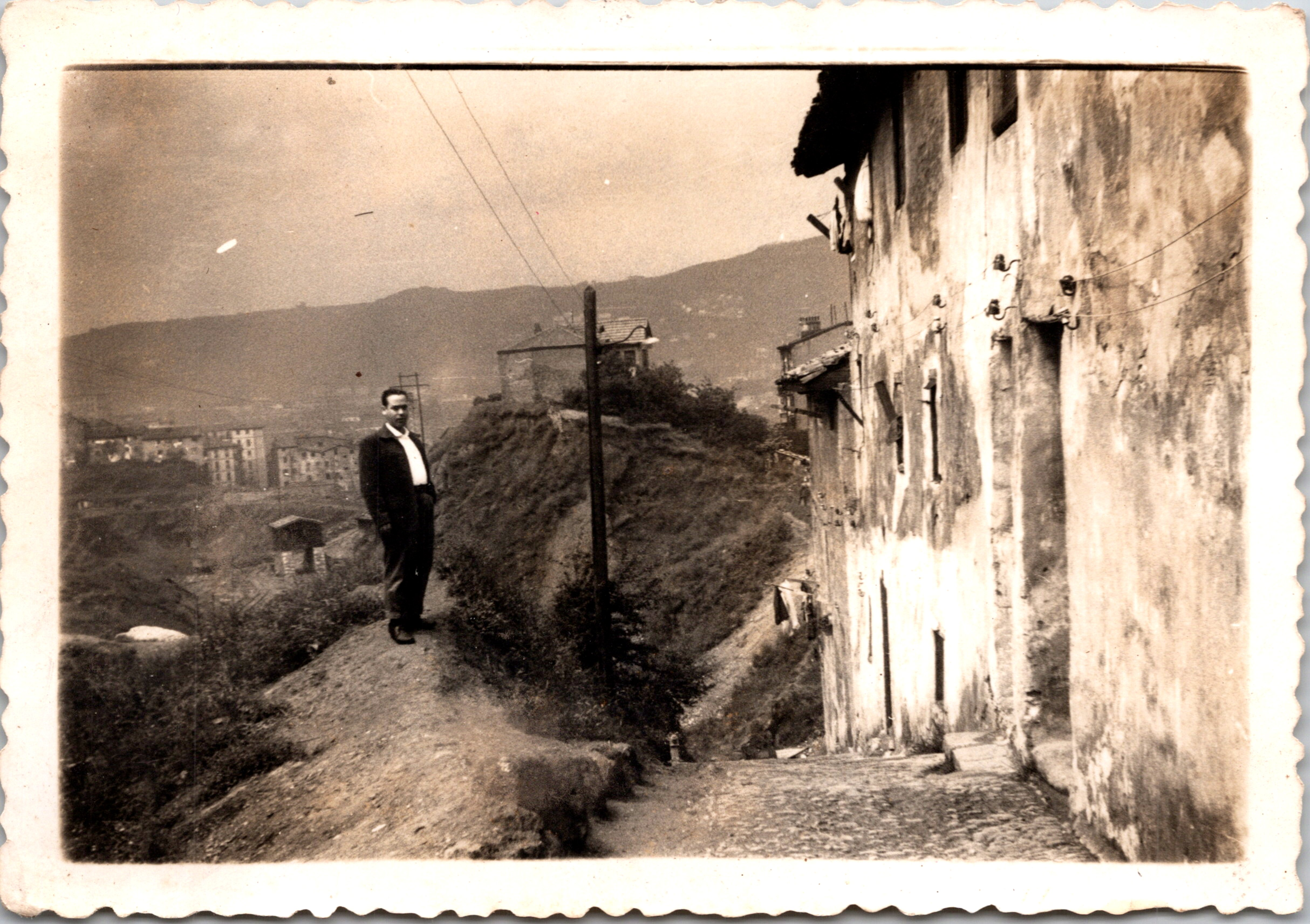
Iturburu, a la altura del portal 31, en los años 50

### Las Minas
El barrio convivía con las minas de la zona, y estaba inserto dentro de ellas, al tener la explotación a un lado y el embarque de mineral al otro. La mina San Luis era la de mayor extensión y en un momento dado, para aprovechar toda su veta, fue necesario demoler varias casas en Iturburu, al igual que en Cantarranas, San Esteban y Miribilla.De un lado del barrio el mineral se extraía del monte y atravesaba la calle en carros, pasaba por debajo por galerías, o por encima, por medio de tranvías aéreos que generaban quejas del vecindario por la constante caída de escombros desde los baldes. Posteriormente era depositado en el muelle de Urazurrutia, que a veces era denominado muelle de Iturburu, para su transporte por medio de gabarras. Todavía en 1897 el ayuntamiento de Bilbao se inhibió ante la denuncia vecinal por la forma de disparar barrenos (explosivos) de la mina Sílfide aduciendo que era competencia del Gobernador Civil de Vizcaya.

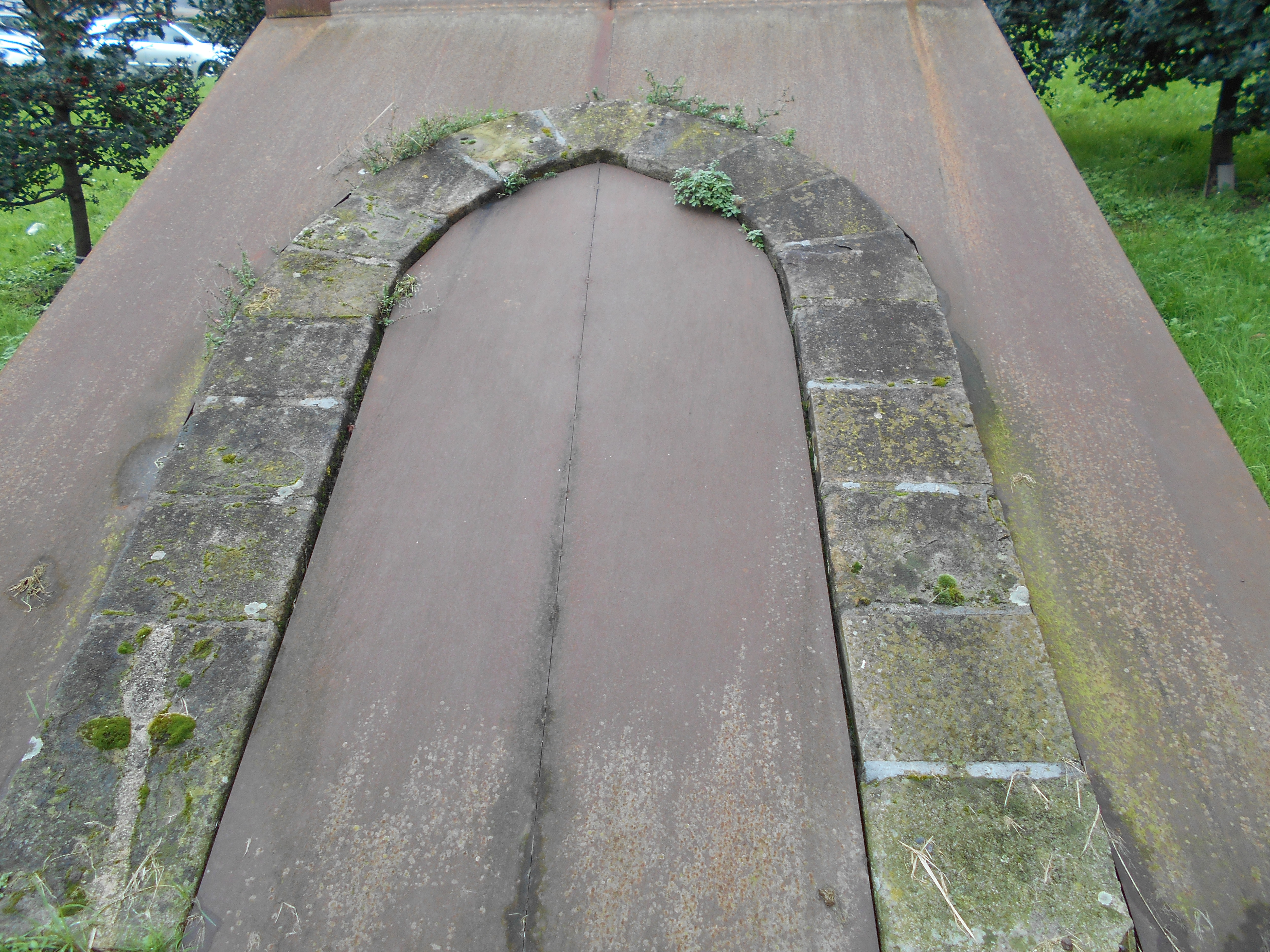
Arco de la casa de Iturburu

### La casa de Iturburu
Hasta su demolición, el 25 de enero del 2006, el edificio del portal número 6 de la calle Iturburu estaba considerado como uno de los edificios más antiguos de Bilbao, datando su construcción en torno al siglo XV, siendo la única vivienda urbana que subsistía de esa época. Constaba de planta baja, dos plantas en voladizo y tejado a dos aguas, en una parcela estrecha y profunda, y con un acceso en arco apuntado. Fue conocida como la casa de los pescadores, por jugar estos a pelota en un frontón de la parte trasera. Se ha conservado el arco gótico de piedra de sillería de la entrada, que fue desmontado e instalado, tumbado, en una rotonda cercana.

### Servicios Municipales

#### Depósito de dinamita
Existen referencias de 1684 sobre la existencia de una casería denominada Polvoreche, sita en la anteiglesia de Abando,en la que en 1884 se construyó un depósito de dinamita,que fue utilizada como perrera municipal desde finales del siglo XIX hasta que se decidió, en 1910, la construcción de un depósito para perros vagabundos en terrenos del barrio de Mena y la rescisión del contrato de arrendamiento del terreno que, en Iturburu Alto, se destinaba a dicho objeto.

#### Basurero
El barrio de Iturburu fue también zona de depósito de basuras desde 1882, cuando el Ayuntamiento de Bilbao adquirió a Alejandro de Guendica un terreno de su propiedad situado en la calle Iturburu con objeto de emplazar en el mismo un basurero público.

#### Escuelas de Iturburu
Las escuelas de Urazurrutia también fueron conocidas como escuelas de Iturburu. Proyectadas en el solar de la antigua casa Galera por Gregorio Ibarreche en 1902, fueron una de las primeras escuelas municipales de Bilbao,y hoy en día es la sede de la fundación BilbaoArte.

## Las obras delsigloXXI
La actual calle de iturburu es, a día de hoy, solo un recuerdo de lo que fue. Ni su estructura ni su configuración tienen ya sentido, al haber desaparecido las minas que las provocaron. La calle fue demolida parcialmente en diferentes etapas, de las que podemos subrayar las de 1911-1913y las de los años 70 del siglo XX, así como las de principios de este siglo.De la misma manera que la existencia de las minas determinaron el crecimiento de la calle, fue su desaparición la que supuso al mismo tiempo la casi desaparición de esta. Los diferentes planes de intervención urbanística y social que se llevaron a cabo desde finales del siglo XX y la construcción del nuevo barrio de Miribilla en los terrenos de las antiguas minas, junto con sus necesidades urbanísticas y de apertura de vías de comunicación para el tráfico rodado, impusieron una política de demoliciones que redujo a la calle a sus actuales dimensiones.

#### BilbaoArte
Dentro de la remodelación de la zona, las antiguas escuelas son hoy en día sede de la fundación BilbaoArte. Este centro ofrece sus instalaciones y equipamientos a artistas para la realización de sus proyectos creativos y cuenta con una amplia programación cultural.La  adaptación del edificio a sus nuevos usos, que fue inaugurado en noviembre de 1998,  supuso también la construcción de una pequeña plaza en la calle Iturburu,pero su completa urbanización y peatonalización tardaron unos años más, para cuya consecución la presión vecinal fue determinante.